# Snowball of Doom
Snowball of Doom —también conocido como Live at the Whisky: Snowball of Doom— es el tercer álbum en vivo de la banda estadounidense de heavy metal Racer X, publicado en 2001 por Shrapnel Records. Su grabación se realizó el 25 de mayo de 2001 en el recinto Whisky a Go Go de Los Ángeles, siendo esta su primera presentación en directo tras su reunión en 1999. Adicional a su publicación como disco compacto, al año siguiente se puso a la venta como DVD, que incluyó tres pistas más: «That Harmone Thing», «Time Before the Sun» y «Waiting».

## Lista de canciones
| N.º | Título                                 | Duración |  |
| 1.  | «17th Moon»                            | 4:05     |  |
| 2.  | «Into the Night»                       | 3:50     |  |
| 3.  | «Let the Spirit Fly»                   | 4:03     |  |
| 4.  | «Street Lethal»                        | 4:02     |  |
| 5.  | «Dead Man's Shoes»                     | 4:08     |  |
| 6.  | «Scarified»                            | 2:50     |  |
| 7.  | «Get Away»                             | 3:14     |  |
| 8.  | «Snakebite»                            | 4:31     |  |
| 9.  | «Hammer Away»                          | 3:54     |  |
| 10. | «Evil Joe»                             | 3:57     |  |
| 11. | «Phallic Tractor»                      | 1:00     |  |
| 12. | «Fire of Rock»                         | 4:45     |  |
| 13. | «O.H.B.»                               | 4:59     |  |
| 14. | «Godzilla» (cover de Blue Öyster Cult) | 7:30     |  |

## Músicos
- Jeff Martin: voz
- Paul Gilbert: guitarra
- Juan Alderete: bajo
- Scott Travis: batería